# 恩斯特·博尔登
恩斯特·博尔登（瑞典語：Ernst Bolldén，1966年9月28日—2012年4月30日），瑞典男子乒乓球运动员。他曾代表瑞典参加1988年、1992年、1996年、2000年和2004年夏季残疾人奥林匹克运动会乒乓球比赛，获得一枚金牌和二枚铜牌。